# Narumi Miura
Narumi Miura (三浦 成美 Miura Narumi?,  nacido el 3 de julio de 1997 en Kanagawa) es una futbolista japonesa que juega como centrocampista en Washington Spirit de la National Women's Soccer League.
Miura es internacional con la selección de Japón desde 2018.

## Trayectoria

### Clubes
| Club                   | País           | Año       |
| ---------------------- | -------------- | --------- |
| Tokyo Verdy Beleza     | Japón          | 2016-2023 |
| North Carolina Courage | Estados Unidos | 2023-2024 |
| Washington Spirit      | Estados Unidos | 2025-act. |

### Selección nacional
| Selección | País  | Año   |
| --------- | ----- | ----- |
| Absoluta  | Japón | 2018- |

#### Estadísticas en selección
| Selección de Japón | Selección de Japón | Selección de Japón |
| Año                | Partidos           | Goles              |
| ------------------ | ------------------ | ------------------ |
| 2018               | 5                  | 0                  |
| 2019               | 12                 | 0                  |
| 2020               | 3                  | 0                  |
| 2021               | 8                  | 0                  |
| 2022               | 2                  | 0                  |
| 2023               | 1                  | 0                  |
| Total              | 31                 | 0                  |

## Palmarés

### Campeonatos nacionales
| Título                | Club                   | País           | Año  |
| --------------------- | ---------------------- | -------------- | ---- |
| Nadeshiko League      | Tokyo Verdy Beleza     | Japón          | 2016 |
| Nadeshiko League      | Tokyo Verdy Beleza     | Japón          | 2017 |
| Copa de la Emperatriz | Tokyo Verdy Beleza     | Japón          | 2017 |
| Nadeshiko League      | Tokyo Verdy Beleza     | Japón          | 2018 |
| Nadeshiko League Cup  | Tokyo Verdy Beleza     | Japón          | 2018 |
| Copa de la Emperatriz | Tokyo Verdy Beleza     | Japón          | 2018 |
| Nadeshiko League      | Tokyo Verdy Beleza     | Japón          | 2019 |
| Nadeshiko League Cup  | Tokyo Verdy Beleza     | Japón          | 2019 |
| Copa de la Emperatriz | Tokyo Verdy Beleza     | Japón          | 2019 |
| Copa de la Emperatriz | Tokyo Verdy Beleza     | Japón          | 2020 |
| Copa de la Emperatriz | Tokyo Verdy Beleza     | Japón          | 2022 |
| NWSL Challenge Cup    | North Carolina Courage | Estados Unidos | 2023 |